# Dan Plaum
Dan Plaum is een Belgisch syndicalist en bestuurder.

## Levensloop
Hij volgde een VOSEB-opleiding aan het ISUA.
Plaum werd in 1992 nationaal secretaris van de Algemene Centrale (AC). In 1998 werd hij algemeen secretaris van deze vakcentrale. In deze hoedanigheid volgde hij Maurice Corbisier op, zelf werd hij opgevolgd door Alain Clauwaert. In 2001 werd hij aangesteld als ondervoorzitter van het Directiecomité bij het Commissariaat-generaal der Regering bij de Nationale Arbeidstentoonstellingen.